# Consularia Caesaraugustana
De Consularia Caesaraugustana is een kroniek uit de late oudheid die de periode 450-568 beslaat. Het is fragmentarisch overgeleverd als toevoeging in de marges van een manuscript van Victor van Tunnuna en John van Biclar. Ze hebben oorspronkelijk mogelijk een grotere tijdspanne bestreken. Het is het laatste geattesteerde voorbeeld van het genre van consulairen. Het werk is door Mommsen (1894) toegeschreven aan bisschop Maximus van Zaragoza, die de eerste Visigotische bisschop van Zaragoza was.